# Limnophila fundata
Limnophila fundata là một loài ruồi trong họ Limoniidae. Chúng phân bố ở miền Australasia.